# Ricard Sánchez
Ricard Sánchez Sendra (Sant Jaume dels Domenys, 22 febbraio 2000) è un calciatore spagnolo, difensore svincolato.

## Carriera

### Club
Si è unito al settore giovanile del Barcellona nel 2013, dopo aver iniziato a giocare nel Gimnàstic. Rimasto svincolato nel 2017, trascorre un breve periodo nel Toledo e nel 2018 viene acquistato dall'Atlético Madrid.
Inizialmente aggregato alla squadra riserve, ha esordito in prima squadra il 16 dicembre 2020, in occasione dell'incontro della Coppa del Re vinto per 3-0 contro il Cardassar, partita nella quale va anche a segno. Il 20 febbraio seguente, ha anche esordito nella Liga, disputando l'incontro perso per 0-2 contro il Levante.
Il 31 agosto 2021 firma un contratto quadriennale con il Granada, che lo gira subito in prestito al Lugo in Segunda División.

### Nazionale
Ha giocato nelle nazionali giovanili spagnole Under-19 ed Under-21.

## Statistiche

### Presenze e reti nei club
Statistiche aggiornate al 9 marzo 2025.
| Stagione                 | Squadra                  | Campionato               | Campionato | Campionato | Coppe nazionali | Coppe nazionali | Coppe nazionali | Coppe continentali | Coppe continentali | Coppe continentali | Altre coppe | Altre coppe | Altre coppe | Totale | Totale |
| Stagione                 | Squadra                  | Comp                     | Pres       | Reti       | Comp            | Pres            | Reti            | Comp               | Pres               | Reti               | Comp        | Pres        | Reti        | Pres   | Reti   |
| ------------------------ | ------------------------ | ------------------------ | ---------- | ---------- | --------------- | --------------- | --------------- | ------------------ | ------------------ | ------------------ | ----------- | ----------- | ----------- | ------ | ------ |
| 2018-2019                | Atlético Madrid B        | SDB                      | 13         | 0          |                 | -               | -               | -                  | -                  | -                  | -           | -           | -           | 13     | 0      |
| 2019-2020                | Atlético Madrid B        | SDB                      | 24+1       | 2          | -               | -               | -               | -                  | -                  | -                  | -           | -           | -           | 25     | 2      |
| 2020-2021                | Atlético Madrid B        | SDB                      | 16+8       | 0          | -               | -               | -               | -                  | -                  | -                  | -           | -           | -           | 24     | 0      |
| Totale Atlético Madrid B | Totale Atlético Madrid B | Totale Atlético Madrid B | 53+9       | 2          |                 | -               | -               |                    | -                  | -                  |             | -           | -           | 62     | 2      |
| 2020-2021                | Atlético Madrid          | PD                       | 1          | 0          | CR              | 2               | 1               | UCL                | 0                  | 0                  | SS          | -           | -           | 3      | 1      |
| 2021-2022                | Lugo                     | SD                       | 31         | 1          | CR              | 1               | 0               | -                  | -                  | -                  | -           | -           | -           | 32     | 1      |
| 2022-2023                | Granada                  | SD                       | 33         | 3          | CR              | 2               | 1               | -                  | -                  | -                  | -           | -           | -           | 35     | 4      |
| 2023-2024                | Granada                  | PD                       | 33         | 3          | CR              | 0               | 0               | -                  | -                  | -                  | -           | -           | -           | 33     | 3      |
| 2024-2025                | Granada                  | SD                       | 25         | 2          | CR              | 3               | 0               | -                  | -                  | -                  | -           | -           | -           | 28     | 2      |
| Totale Granada           | Totale Granada           | Totale Granada           | 91         | 8          |                 | 5               | 1               |                    | -                  | -                  |             | -           | -           | 96     | 9      |
| Totale carriera          | Totale carriera          | Totale carriera          | 185        | 11         |                 | 8               | 2               |                    | 0                  | 0                  |             | -           | -           | 193    | 13     |

## Palmarès

### Club

#### Competizioni nazionali
- Segunda División: 1

Granada: 2022-2023